# Hradište (Trenčín)
|  | No s'ha de confondre amb Hradište (Banská Bystrica). |

Hradište és un poble i municipi d'Eslovàquia que es troba a la regió de Trenčín.

## Història
La primera menció escrita de la vila es remunta al 1533.

## Demografia
| Godina             | 1994 | 2004   | 2014   | 2024   |
| ------------------ | ---- | ------ | ------ | ------ |
| Nombre de persones | 1084 | 1033   | 1005   | 980    |
| Diferència         |      | −4,70% | −2,71% | −2,48% |

| Godina             | 2023 | 2024   |
| ------------------ | ---- | ------ |
| Nombre de persones | 983  | 980    |
| Diferència         |      | −0,30% |